# 이수연 (작가)
이수연은 대한민국의 텔레비전 드라마 작가이다.

## 생애
1990년 이화여자대학교 중어중문학과에 입학하였고 1995년에 졸업하였다. 일반 기업에 입사하여 직업 활동을 하면서 드라마 집필 습작을 했다. 그러다가 퇴직을 하게 되고 본격적으로 작가 데뷔를 준비했다. 2017년 tvN 《비밀의 숲》으로 텔레비전 드라마 작가 생활을 시작했고 평가와 흥행에서 모두 성공했다.

## 학력
- 1990년 ~ 1995년 : 이화여자대학교 중어중문학과 학사 학위[6]

## 집필 작품
| 연도 | 제목        | 방송사  | 유형 | 연출           | 비고      |
| ---- | ----------- | ------- | ---- | -------------- | --------- |
| 2017 | 비밀의 숲   | tvN     | 토일 | 안길호, 유제원 | 첫 집필작 |
| 2018 | 라이프      | JTBC    | 월화 | 홍종찬, 임현욱 |           |
| 2020 | 비밀의 숲 2 | tvN     | 토일 | 박현석         |           |
| 2022 | 그리드      | 디즈니+ |      | 리건           |           |
| 2024 | 지배종      | 디즈니+ |      | 박철환         |           |

## 수상 및 후보
| 연도 | 시상식                         | 부문                     | 작품      | 결과 |
| ---- | ------------------------------ | ------------------------ | --------- | ---- |
| 2017 | 대한민국 콘텐츠 대상           | 문화체육관광부 장관 표창 | 비밀의 숲 | 수상 |
| 2018 | 제54회 백상예술대상            | TV부문 극본상            | 비밀의 숲 | 수상 |
| 2018 | 제6회 아시아태평양 스타 어워즈 | 작가상                   | 라이프    | 수상 |